# میدان هوایی فرنکفورت دو مموریال
میدان هوایی فرنکفورت دو مموریال (به انگلیسی: Frankfort Dow Memorial Field) یک فرودگاه همگانی بهره‌برداری هوایی است که یک باند فرود آسفالت دارد و طول باند آن ۱۲۳۴ متر است. این فرودگاه در کشور ایالات متحده آمریکا قرار دارد و در ارتفاع ۱۹۳ متری از سطح دریا واقع شده است.